# Voyelle ouverte
Une voyelle ouverte ou basse est un son de type voyelle employé dans la plupart des langues parlées. Elle est caractérisée par une position de la langue aussi éloignée que possible du palais et une  bouche plus ou moins largement ouverte.
Les voyelles ouvertes identifiées par l'Alphabet phonétique international  sont les suivantes :
- Voyelle ouverte antérieure non arrondie [a]
- Voyelle ouverte antérieure arrondie [ɶ][1]
- Voyelle ouverte postérieure non arrondie [ɑ]
- Voyelle ouverte postérieure arrondie [ɒ]

Dans le contexte phonologique d'une langue particulière, une voyelle ouverte peut être n'importe quelle voyelle plus ouverte qu'une voyelle moyenne. Ainsi, des voyelles mi-ouvertes ou pré-ouvertes peuvent être considérées comme des voyelles ouvertes dans un tel contexte.